# Gabriel Thimotheus Lütkemann
Gabriel Thimotheus Lütkemann, född 1718 (döpt 12 mars) i Stockholm, död den 20 mars 1795 i Visby, var en svensk biskop.

## Biografi
Lütkeman, som var av pommersk släkt och son till Timotheus Lütkemann blev filosofie magister i Greifswald 1740 och teologie doktor 1750. Han blev överhovpredikant i Stockholm 1753, superintendent i Visby 1759 och detta stifts förste biskop 1772. Han utnämndes av Gustav III till en av kronprins Gustav Adolfs faddrar vid dennes dop den 10 november 1778 och fick vid drottningens kyrktagning den 27 december 1778 mottaga Gustav III:s faddertecken. Han blev 1788 vice landshövding på Gotland.

## Utmärkelser
- Gustav III:s faddertecken - 27 december 1778
- Ledamot av andliga ståndet av Kungl. Nordstjärneorden -  27 november 1786